# Sprekelia
Sprekelia é um género botânico pertencente à família Amaryllidaceae.. A espécie Sprekelia formosissima é popularmente conhecida como flor-de-lis.